# Bahnhof Flensburg Weiche
Der Bahnhof Flensburg Weiche ist ein Bahnhof im Flensburger Stadtteil Weiche. Er liegt an den Bahnstrecken Neumünster–Flensburg und Fredericia–Flensburg.
2014 wurde der Personenverkehr eingestellt.

## Geschichte

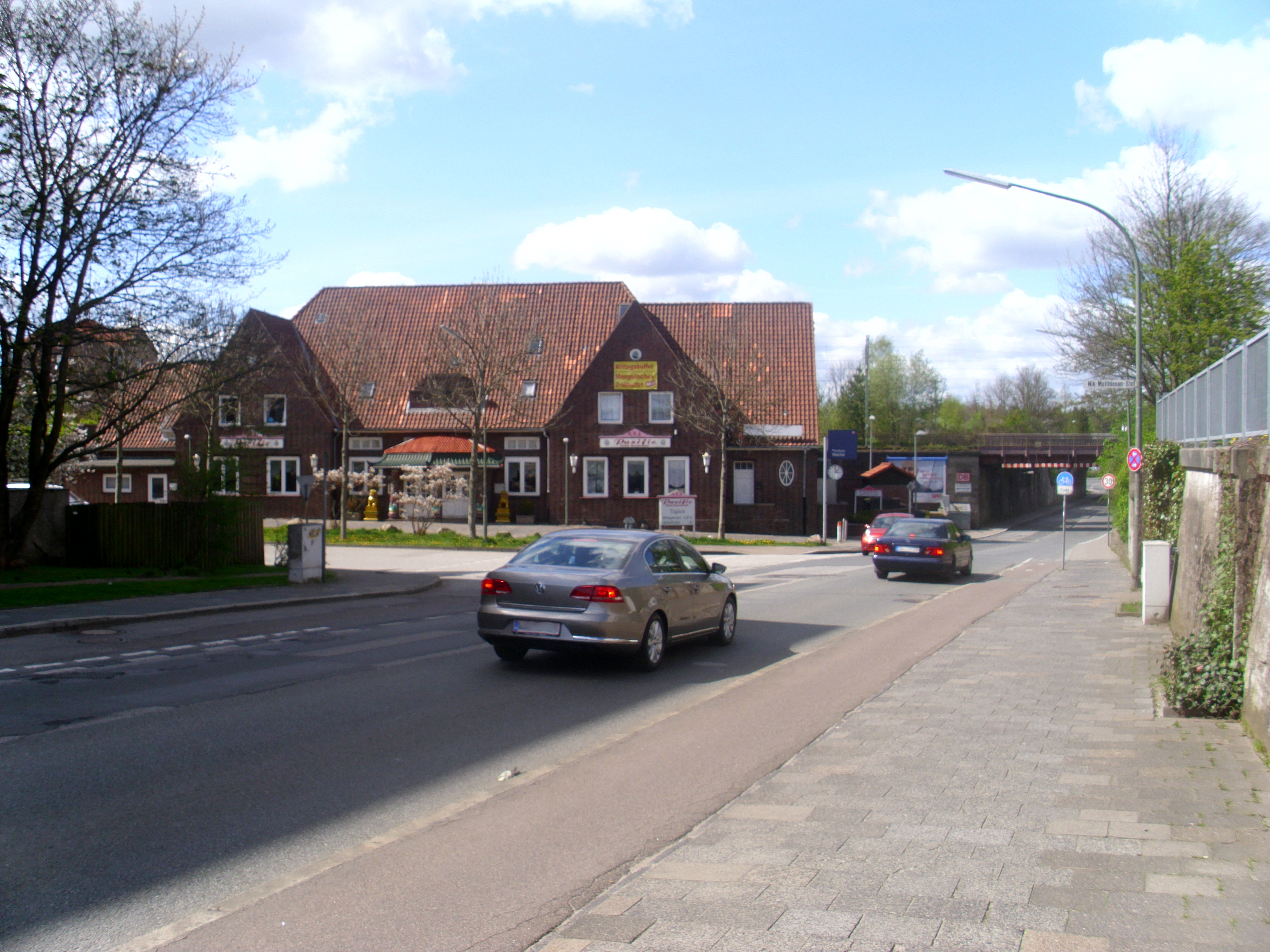
Ehemaliges Empfangsgebäude

Im Jahre 1854 wurde die Bahnstrecke Flensburg–Husum–Tönning eröffnet. Diese Strecke endete in der Flensburger Innenstadt in der Nähe des Hafens am heutigen Zentralen Omnibusbahnhof Flensburg. Da es städtebaumäßig nicht möglich war, die Strecke nach Norden zu verlängern, wurde eine Abzweigung im Südwesten der Stadt sowie der zugehörige Abzweigungsbahnhof errichtet. Die Eröffnung des Bahnhofes sowie der Bahnstrecke Fredericia–Flensburg erfolgte 1864. Zu dieser Zeit wurde der Bahnhof Nordschleswigsche Weiche genannt.
Im Laufe der Zeit wurden weitere Bahnstrecken errichtet, die teilweise vom Bahnhof Weiche abzweigten.
Für eine bessere Anbindung an den Süden des Landes wurde 1869 die Strecke nach Tönning südlich von Tarp aufgegeben und stattdessen nach Schleswig trassiert, wo eine bestehende Bahnstrecke weiter nach Neumünster führte. Eine weitere Strecke nach Niebüll wurde 1889 errichtet. Der Bahnhof wurde 1914 in Flensburg Weiche umbenannt. 1926 wurde eine neue Bahnstrecke nach Husum eröffnet. Durch die zahlreichen Bahnstrecken konnte sich der Bahnhof zu einem zweiten Bahnknoten in Flensburg entwickeln.
Im Jahr 1927 wurde der neue Bahnhof Flensburg zusammen mit der Flensburger Schleife eröffnet, der direkte Züge zwischen Flensburg und Dänemark ohne Umsteigen im Bahnhof Weiche ermöglichte.
Nach dem Zweiten Weltkrieg gewann der Individualverkehr immer mehr an Bedeutung und die Nachfrage nach Reisezügen sank. 1959 wurde die Strecke nach Husum stillgelegt. Der Reisezugverkehr verlor in den folgenden Jahren immer weiter an Bedeutung. Nachdem 1981 der Personenverkehr nach Niebüll eingestellt wurde, hielten danach nur noch Züge für die Wochenendheimfahrer der naheliegenden Briesen-Kaserne. Als die Kaserne 1997 geschlossen wurde, entfiel dieser Reiseverkehr und der Bahnhof wurde für den Personenverkehr nicht mehr genutzt.
Im Jahre 2000 wurde zunächst der Personenverkehr wieder aufgenommen und der Bahnhof zweistündlich von Zügen zwischen Flensburg und Neumünster angefahren. Wegen der geringen Nachfrage wurde zum Fahrplanwechsel 2014/15 der Personenverkehr erneut eingestellt. Der Inselbahnsteig an der Strecke Neumünster–Flensburg ist noch vorhanden.

## Verkehr
Der Bahnhof wird nur vom Busverkehr bedient.
Unmittelbar südöstlich des Bahnhofes befindet sich die Haltestelle Bahnhof Weiche, welcher nur von den städtischen Buslinien bedient wird. Regionalbusse halten hingegen an der ca. 400 m entfernten Bushaltestelle Mühlental.
Drei Busgesellschaften sind im Nahverkehr tätig:
- Aktiv Bus Flensburg: Stadtverkehr
- Rohde Verkehrsbetriebe: Regionalbuslinien/Überlandverkehr
- Verkehrsbetriebe Schleswig-Flensburg GmbH: Regionalbuslinien/Überlandverkehr

## Geplante Reaktivierung
Laut dem fünften Landesweiten Nahverkehrsplan des Landes Schleswig-Holstein sollen der Bahnhof sowie die Strecke nach Niebüll reaktiviert werden. Dadurch kann der Stadtteil Weiche wieder an das Nahverkehrsnetz angeschlossen werden.
Weitere Planungen sehen vor, Bahnsteige an der Bahnstrecke Fredericia–Flensburg zu errichten. Dies wird damit begründet, dass Flensburg nicht vom Fernverkehr angefahren wird, welcher dann über die Flensburger Schleife fahren müsste. Die Deutsche Bahn lehnt einen Ausbau zum Fernbahnhof ab, da durch den Bau des Fehmarnbelttunnels zukünftig kein Bedarf mehr vorhanden sei. Die Stadt Flensburg befürwortet hingegen die Reaktivierung, da diese weiterhin eine langfristige Anbindung an das Fernverkehrsnetz anstrebt.